# Tawan Thomas
Tawan Thomas est un patineur de vitesse sur piste courte français.

## Biographie
Licencié du club de Reims, il s'entraîne à Font-Romeu au sein de l'équipe nationale française. Au Festival olympique d'hiver de la jeunesse européenne 2022, il est porte-drapeau de la délégation française avec la skieuse Liv Coupat.
En septembre 2023, il finit troisième de l'Open français derrière Sébastien Lepape et Gabriel Volet.